# Allan Hills 84001

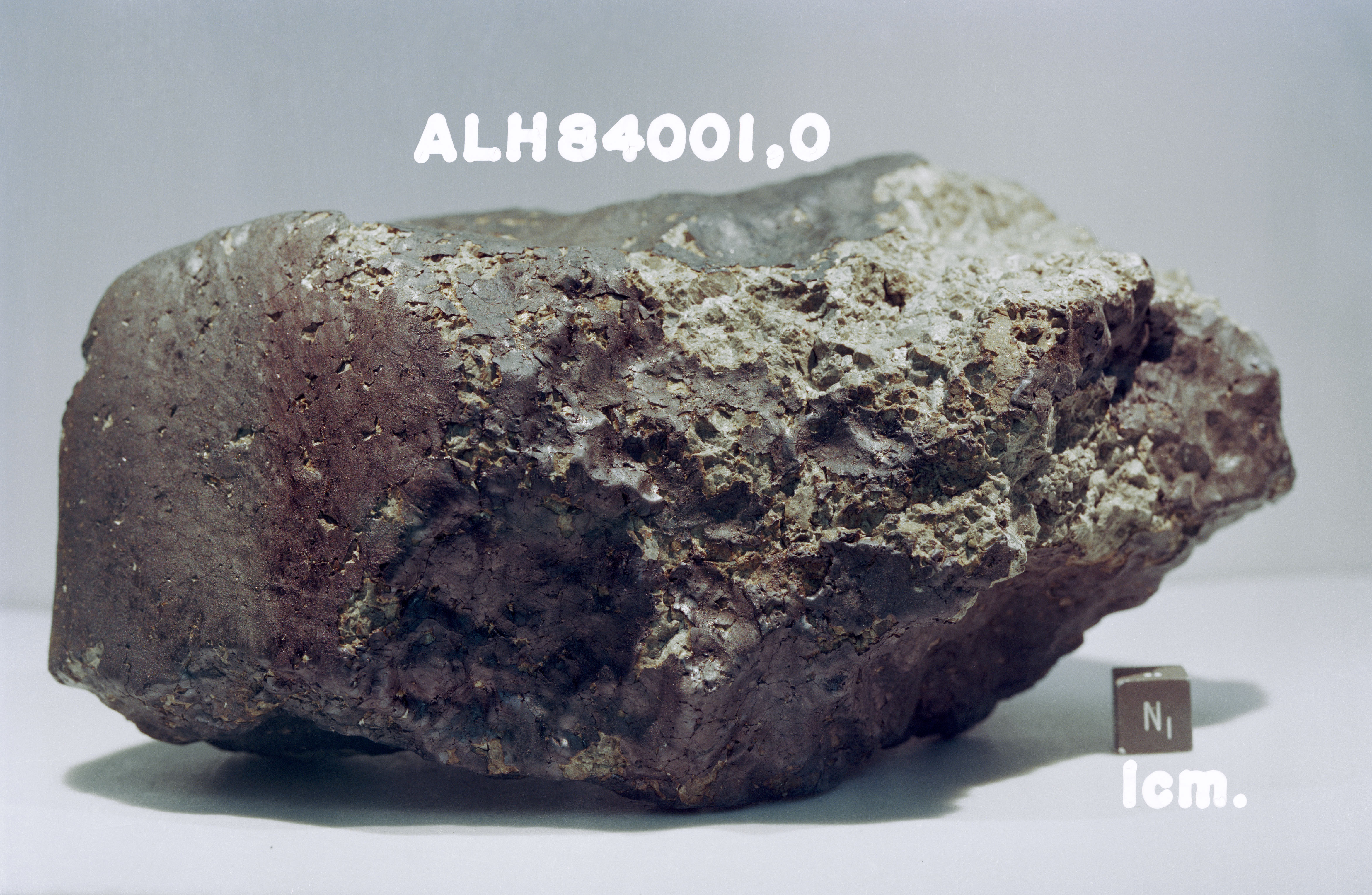
ALH84001

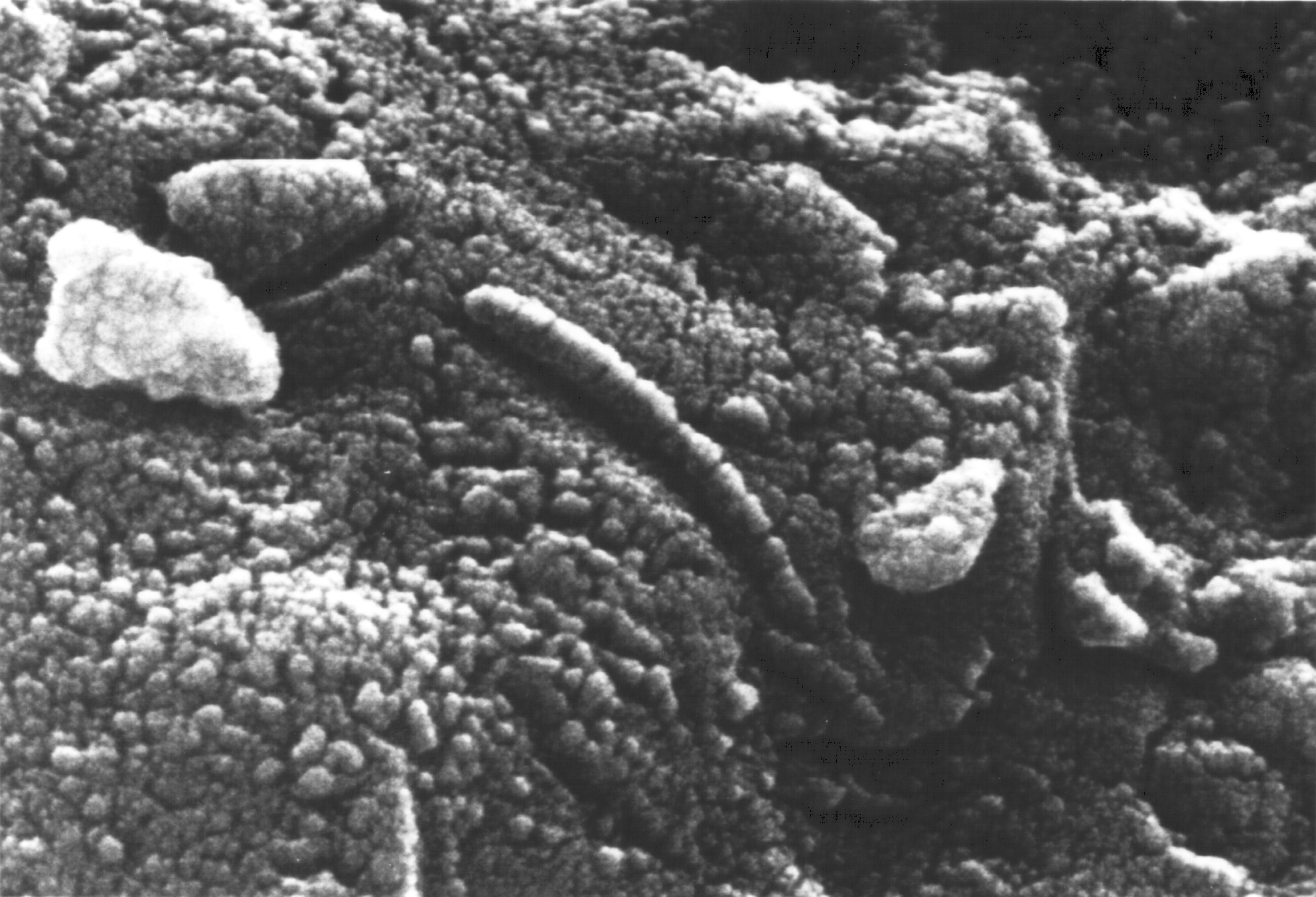
Elektronmikroskopbild av en "möjlig marsbakterie" i ALH84001

ALH 84001 eller Allan Hills 84001 är en meteorit som hittades i Allan Hills i Victorias land, Antarktis den 27 december 1984 av en amerikansk meteoritexpedition. Den hade en massa på 1,93 kilogram när den hittades och det antas att den härstammar från planeten Mars. Meteoriten blev berömd 1996 då NASA-forskare meddelade att de trodde att det skulle kunna finnas spår av mikroskopiska fossil av bakterier från Mars.
Stenen är förmodligen en av de äldsta i solsystemet och har troligen bildats av smält sten för 4,1 miljarder år sedan. Man tror att stenen bröts i bitar under ett kraftigt meteoritnedslag på Mars för 3,9-4,0 miljarder år sedan, men blev kvar på planeten. Den blev senare separerad från ytan av ett annat nedslag för omkring 15 miljoner år sedan och kom ner på jorden för ca 13 000 år sedan. Dessa siffror har man kommit fram till genom radiometrisk datering.
Om fynden i meteoriten verkligen är tecken på liv på Mars, har orsakas av abiotiska processer på Mars eller av kontamination på jorden efter nedslaget, är en process som fortfarande pågår.